# Nåltillandsia
Nåltillandsia (Tillandsia ionantha) är en art inom familjen ananasväxter. Arten förekommer naturligt i Centralamerika, från södra  Mexiko till Costa Rica. Arten odlas som rumsväxt i Sverige.

## Synonymer
- Tillandsia ionantha f. fastigiata P.Koide
- Tillandsia ionantha var. maxima Ehlers
- Tillandsia ionantha var. scaposa L.B.Smith
- Tillandsia ionantha var. stricta P.Koide
- Tillandsia ionantha var. van-hyningii M.B.Foster
- Tillandsia ionantha var. zebrina B.T.Foster
- Tillandsia rubentifolia Poisson & Menet
- Tillandsia scopus Hook. f.